# Barbara Göbel
Barbara Göbel   (Jena, 8 d'abril de 1943) és una nedadora alemanya, especialista en braça, ja retirada que va competir sota bandera de la República Democràtica Alemanya durant les dècades de 1950 i 1960. Es casà amb el waterpolista Siegfried Ballerstedt.
El 1960 va prendre part en els Jocs Olímpics d'Estiu de Roma, on guanyà la medalla de bronze en els 200 metres braça del programa de natació.
En el seu palmarès també destaca una medalla d'or en els 4x100 metres estils del Campionat d'Europa de natació de 1962, formant equip amb Ingrid Schmidt, Ute Noack i Heidi Pechstein. En aquesta prova va establir un nou rècord del món. Per aquest èxit les quatre integrants de l'equip de relleus fou reconegudes com a esportistes alemanyes de l'any en la categoria d'equip el 1962. A nivell nacional guanyà el títol dels 200 metres braça de 1960.